# Chardonnay (szőlőfajta)
A chardonnay (kiejtése ʃaʁ.dɔ.nɛ)  világszerte ismert (úgynevezett világfajta) szőlőfajta, a világ minden szőlő- és bortermelő országában ismerik és termesztik.

## Jellemzői
Bogyói kicsik, gömbölyű formájúak, fehéres zöldek, alig hamvasak, feketén pontozottak, vastag héjúak, lédúsak, ropogósak. Fürtje szintén kicsi, 90–100 gramm körüli, hengeres, kissé vállas, közepesen tömött.
Korán fakad és virágzik, szeptember első felében, közepén érik. Növekedési erélye közepes. Megbízhatóan, de nem bőven terem, másodtermést alig nevel. A cukortartalma még a gyengébb évjáratokban is eléri 17 mustfokot, jó évjáratokban meghaladja a 20 fokot is. Élénk, de finom savtartalma 8–10 gramm/liter körüli. A bogyók jellegzetes zamatúak, fű ízűek.
Fagytűrő képessége a közepesnél valamivel jobb, a szárazabb viszonyokat is elviseli. Rothadásra érzékeny, töppedésre képes. Széles sortávolságra és nagyobb magasművelésű tőkeformákra alkalmas. Kicsi fürtjei miatt hosszúmetszést igényel.
Bora kemény karakterű, de finom savérzetű, fajtajelleges zamatú, telt, széles felhasználási skálájú. Kitűnő pezsgőalap lehet, de kiváló minőségű bor, sőt különleges minőségű, akár természetes csemegebor is készíthető belőle. Üde, friss és érlelt formában egyaránt elegáns, kedvelt termék.

## Klónjai
- Chardonnay 75
- Chardonnay 95

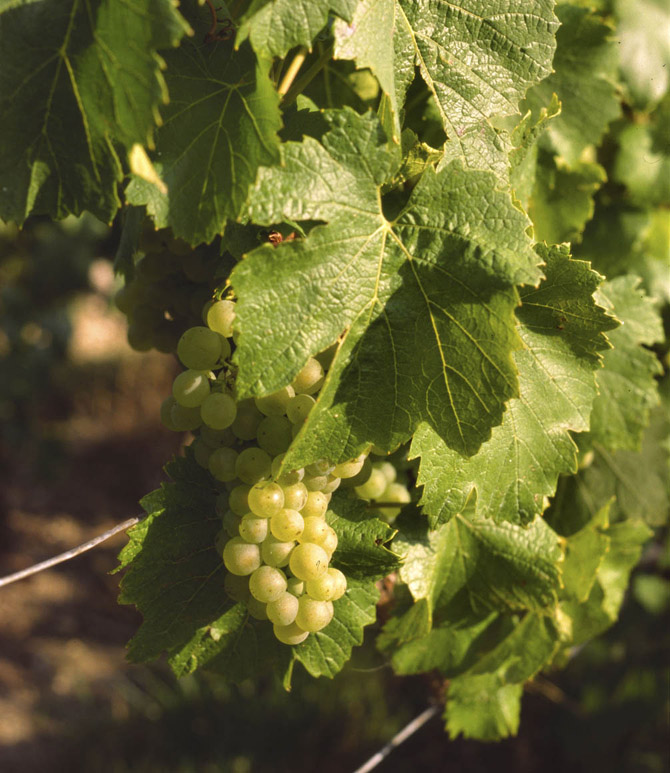
Chardonnay szőlőszemek Avize-ban – Franciaország, Champagne
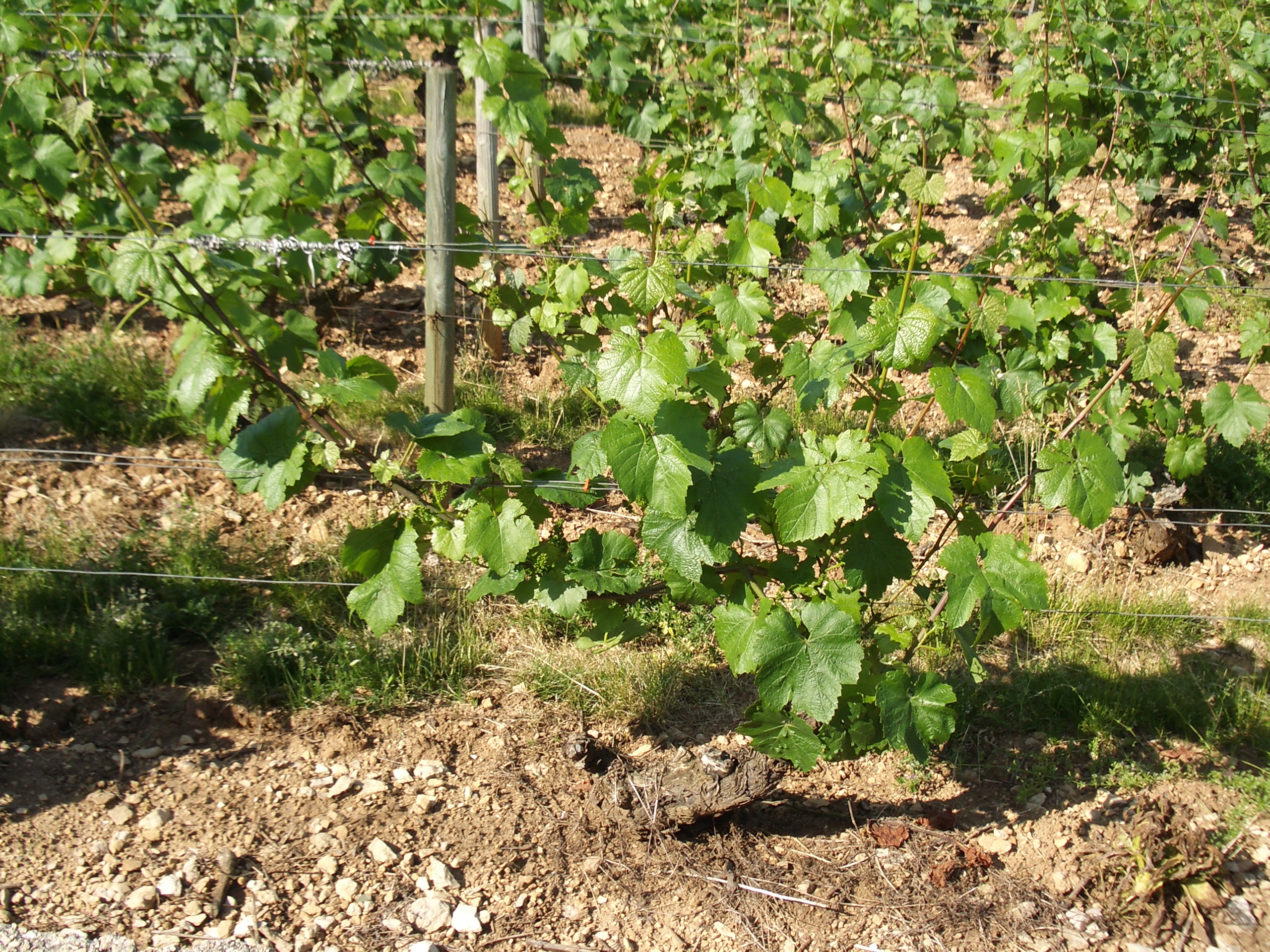
Chardonnay szőlőtövek Chassagne Montrachet-ban, Burgundiában
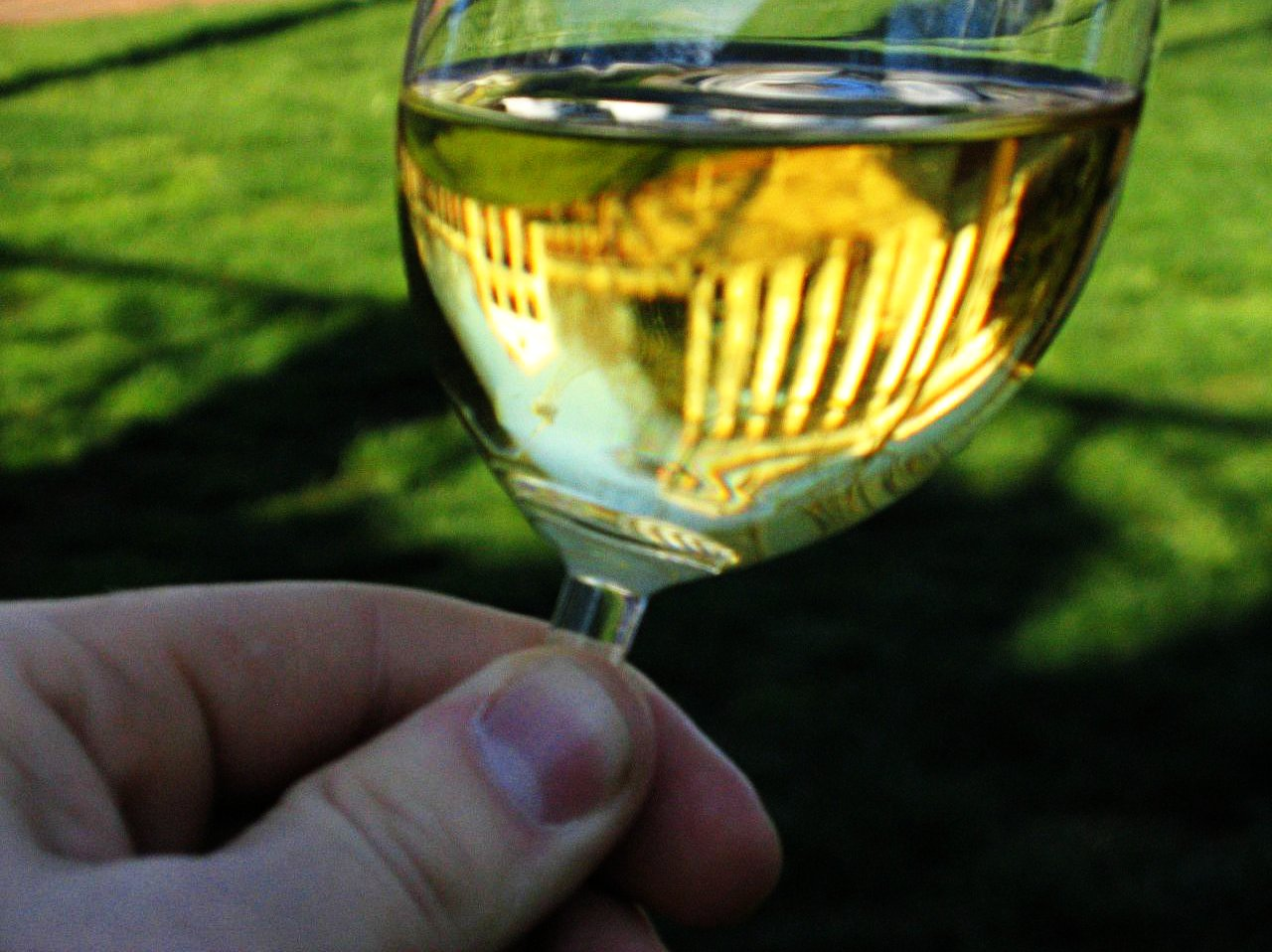
Egy pohár chardonnay bor, amelyben a virginiai Thomas Jefferson Rotunda tükröződik vissza